# Amelia Magro
Amelia Magro (* 19. April 1937 in Lutrano-Fontanelle; † 24. Dezember 2003 in Herisau) war eine italienisch-schweizerische Fotografin.

## Leben
Amelia Magro war die Tochter von Luigi und Maria Magro. Sie wuchs in einer kinderreichen Familie in Lutrano-Fontanelle in der norditalienischen Provinz Treviso auf. Ihre Eltern bewirtschafteten als Pächter eines Grossgrundbesitzers einen Bauernhof. Im Jahr 1956 folgte sie ihrer Schwester nach Stein in die Schweiz und begann im Grafikatelier ihres Schwagers Kurt Büchel in Teufen zu arbeiten. Nach der Absolvierung von Abendkursen an der Kunstgewerbeschule St. Gallen und einem dreimonatigen Lehrgang an der Fotoschule München erlernte sie ab 1962 das fotografische Handwerk beim Fotografen Werner Schoch in Herisau. Bis 1971 war sie in dessen Atelier tätig.
1964 nahm sie am Fotowettbewerb an der Weltausstellung in New York teil und gewann mit ihrem Beitrag eine Auszeichnung. 1964 arbeitete sie im Team von Grafiker Kurt Büchel als Fotografin für die Schweizerische Landesausstellung in Lausanne (Expo 64). In den Jahren 1966 und 1967 reiste Magro nach Tunesien. Dort fotografierte sie mehrere Monate im Auftrag der tunesischen Tourismusorganisation und porträtierte u. a. die Familie des Präsidenten Habib Bourguiba. 1966 gewann sie den dritten Preis beim Schweizerischen Trickfilm-Wettbewerb. Ihre geplante Reise für ein Volontariat beim Begründer des tschechischen Animationsfilms Jiří Trnka scheiterte 1968 an der Besetzung der Tschechoslowakei durch die Sowjetunion.
Ab 1970 arbeitete sie als freischaffende Fotografin. Anfang der 1970er Jahre machte sie für das italienische Konsulat in St. Gallen eine Fotoreportage über die Menschen in Sizilien. Der zweite Schwerpunkt ihrer fotografischen Arbeit in Italien war der Karneval in Venedig.
Ihre Vielfältigkeit in verschiedenen Tätigkeitsgebieten setzte Magro fort. Sie erstellte Industrie- und Werbefotografien sowie Betriebsreportagen. Dabei benutzte sie Techniken wie Doppel- und Mehrfachbelichtungen nicht nur experimentell, sondern auch für ihre Auftraggeber. Ein weiterer Fokus ihres Schaffens lag auf Landschaft, den Menschen sowie Bräuchen von Appenzell Ausserrhoden und Appenzell Innerrhoden. Einen grossen Bekanntheitsgrad erreichte Magro von 1978 bis 2002 durch die Publikation des Appenzeller Bildkalenders.
Durch eine Reihe von Ausstellungen in der Schweiz und im Ausland machte sie das Appenzellerland einer grösseren Öffentlichkeit bekannt. Im Jahr 1994 publizierte sie im Buch Phantastisches Appenzellerland surrealistische Kompositionen. Diese entstanden durch Mehrfachbelichtungen, Überblendungen und Manipulationen im Fotolabor.
1999 fand ihre Ausstellung Karneval in Venedig in Saarbrücken statt. Im selben Jahr erhielt sie eine Auszeichnung für im Ausland tätige Künstlerinnen und Künstler durch die Provinz Treviso. Im Jahr 2000 erkrankte Magro an amyotropher Lateralsklerose. Ihre fotografische Arbeit setzte sie trotzdem fort. Sie erlernte die damals modernsten Bildbearbeitungsprogramme. Ihr Spätwerk besteht aus damit bearbeiteten und verfremdeten Fotografien aus dem Archiv.
Amelia Magro wurde im Frühling 2003 mit dem Anerkennungspreis der Margrit Bohren-Hoerni-Stiftung ausgezeichnet. Sie starb am 24. Dezember 2003 in ihrem Haus auf dem Hohberg in Herisau.

## Ausstellungen
- 1971: Herisau, Casino, unter dem Patronat des italienischen Konsulats St. Gallen
- 1972: Teufen AR, Tenn im Restaurant «Sternen»
- 1976: Schloss Wolfsberg, Ermatingen
- 1977: Herisau, Café Zäch
- 1980: Herisau, Buchdruckerei Schläpfer
- 1984: Teufen AR, Tenn im Restaurant «Sternen»
- 1985: Herisau, Neubau der Kantonalbank Appenzell Ausserrhoden
- 1991: Herisau, Buchdruckerei Schläpfer
- 1993: Stein AR, Appenzeller Volkskundemuseum
- 1999: Saarbrücken, Kulturfoyer
- 2009: Urnäsch, Appenzeller Brauchtumsmuseum
- 2012: Stein AR, Restaurant «Sonder»
- 2024: Speicher, Museum für Lebensgeschichten im Hof Speicher

## Auszeichnungen
- 1963: Fotowettbewerb an der Weltausstellung New York, 3. Preis in der Sparte «Völker und Traditionen»
- 1966: Schweizerischer Trickfilmwettbewerb, 3. Preis für Film mit teils selbst hergestellten Puppen
- 1999: Anerkennungspreis «Photographie» der Provinz Treviso
- 2003: Anerkennungspreis der Margrit Bohren-Hoerni-Stiftung

## Publikationen und Kataloge
- Appenzeller Kalender (1978–2002). Schläpfer, Herisau.
- Brummbass, Geige, Hackbrett: 100 Jahre Appenzeller Streichmusik Alder. Fotografien: Amelia Magro, Text: Hans Hürlimann. Reihe Appenzeller Brauchtum, Band 1. VGS Verlagsgenossenschaft St. Gallen, St. Gallen 1984.
- Bloch und Gidio. Fotografien: Amelia Magro, Text: Johannes Matthias Schläpfer. Reihe Appenzeller Brauchtum, Band 3. VGS Verlagsgenossenschaft St. Gallen, St. Gallen 1988.
- Das Appenzellerland in Bildern. Schläpfer, Herisau 1990.
- Phantastisches Appenzellerland. Fotografien: Amelia Magro, Text: Louis Mettler. Schläpfer, Herisau 1994.
- Brauchtum im Appenzellerland. Fotografien: Amelia Magro, Text: Hans Hürlimann. Appenzeller Verlag, Herisau 1996.
- Doo omenand: die schönsten Dorfansichten im Appenzellerland. Appenzeller Verlag, Herisau 1998.
- Stimmungsvolles Appenzellerland. Appenzeller Verlag, Herisau 2001.